# Mixibius sutirae
Mixibius sutirae är en djurart som tillhör fylumet trögkrypare, och som beskrevs av Pilato, Binda och Oscar Lisi 2004. Mixibius sutirae ingår i släktet Mixibius och familjen Hypsibiidae. Inga underarter finns listade i Catalogue of Life.